# Prionolixus
 Prionolíxus — підрід жуків роду Lixus родини Довгоносики (Curculionidae).

## Зовнішній вигляд
До цього підроду відносяться жуки, довжина тіла яких становить 5,5-6,5 мм.
Фотографію одного з видів цього роду див. на.

## Спосіб життя
Ймовірно, типовий для роду Lixus.

## Географічне поширення
Ареал підроду зосереджений у західній частині Південної Палеарктики (див. нижче).

## Класифікація
Описано три палеарктичні види цього підроду:
- Lixus beauprei (Pic, 1905) — Північна Африка, Ізраїль, Саудівська Аравія, Арабські Емірати
- Lixus soricinus (Marseul, 1868) — Алжир, Арабські Емірати
- Lixus subornatus Hoffmann, 1962 — Ізраїль, Афротропіка